# Ellis Waterhouse
Pour les articles homonymes, voir Waterhouse.
 (août 2016).
Si vous disposez d'ouvrages ou d'articles de référence ou si vous connaissez des sites web de qualité traitant du thème abordé ici, merci de compléter l'article en donnant les références utiles à sa vérifiabilité et en les liant à la section « Notes et références ».
Ellis Kirkham Waterhouse (Epsom, Surrey, 16 février 1905 – Oxford, 7 septembre 1985) est un historien de l'art britannique, spécialiste de la peinture anglaise et de l'art baroque romain. Professeur à l'université de Birmingham, conservateur en chef des Galeries nationales d'Écosse, il fut aussi le directeur du Barber Institute of Fine Arts pendant près de vingt ans.

## Biographie
Fils de l'architecte Percy Leslie Waterhouse, Ellis Waterhouse suit ses études à Marlborough College, où il fait la connaissance d'Anthony Blunt, auquel le liera une amitié à vie. Après avoir obtenu son diplôme à New College (Oxford), il part étudier à l'université de Princeton avec Frank Jewett Mather.
Il commence sa carrière en tant que conservateur adjoint de la National Gallery de Londres, puis comme bibliothécaire de la British School de Rome, avant d'être nommé professeur à Magdalen College (Oxford). Rédacteur en chef du Burlington Magazine (poste auquel lui succédera Benedict Nicolson, fils de Harold Nicolson et de Vita Sackville-West), Ellis Waterhouse enseigne à l'université de Manchester, devient le conservateur en chef des National Galleries of Scotland de 1949 à 1952, titulaire de la chaire Slade d'Oxford, titulaire de la chaire Barber de Birmingham et directeur du Barber Institute of Fine Arts jusqu'à sa retraite en 1970.
À la demande de Nikolaus Pevsner, il a écrit Painting in Britain.

## Quelques publications
- Baroque Painting in Rome: the Seventeenth Century. (London: Macmillan) 1937
- Reynolds. (London) 1941
- Titian's Diana and Actaeon. (Oxford University Press) 1952
- Painting in Britain, 1530-1790. (in series Pelican History of Art)  (Baltimore: Penguin, then Yale University Press) 1953, rev. ed 1978
- Italian Baroque Painting. (New York: Phaidon/New York Graphic Society) 1963
- Three Decades of British Art, 1740-1770 (The Jayne Lectures for 1964) (Philadelphia: American Philosophical Society) 1965
- Roman Baroque Painting: a List of the Principal Painters and their Works In and Around Rome. Oxford: Phaidon, 1976